# Morganza
Morganza és una població dels Estats Units a l'estat de Louisiana. Segons el cens del 2000 tenia 659 habitants.

## Demografia
Segons el cens del 2000, Morganza tenia 659 habitants, 264 habitatges, i 191 famílies. La densitat de població era de 215,6 habitants/km².
Dels 264 habitatges en un 31,8% hi vivien nens de menys de 18 anys, en un 53,8% hi vivien parelles casades, en un 13,6% dones solteres, i en un 27,3% no eren unitats familiars. En el 23,9% dels habitatges hi vivien persones soles el 14% de les quals corresponia a persones de 65 anys o més que vivien soles. El nombre mitjà de persones vivint en cada habitatge era de 2,5 i el nombre mitjà de persones que vivien en cada família era de 2,98.
Per edats la població es repartia de la següent manera: un 23,8% tenia menys de 18 anys, un 8% entre 18 i 24, un 23,4% entre 25 i 44, un 25,3% de 45 a 60 i un 19,4% 65 anys o més.
L'edat mediana era de 41 anys. Per cada 100 dones de 18 o més anys hi havia 88 homes.
La renda mediana per habitatge era de 28.750 $ i la renda mediana per família de 36.563 $. Els homes tenien una renda mediana de 34.375 $ mentre que les dones 26.964 $. La renda per capita de la població era de 13.901 $. Entorn del 18,2% de les famílies i el 22,6% de la població estaven per davall del llindar de pobresa.

## Poblacions més properes
El següent diagrama mostra les poblacions més properes.